# Antignano (Livorno)

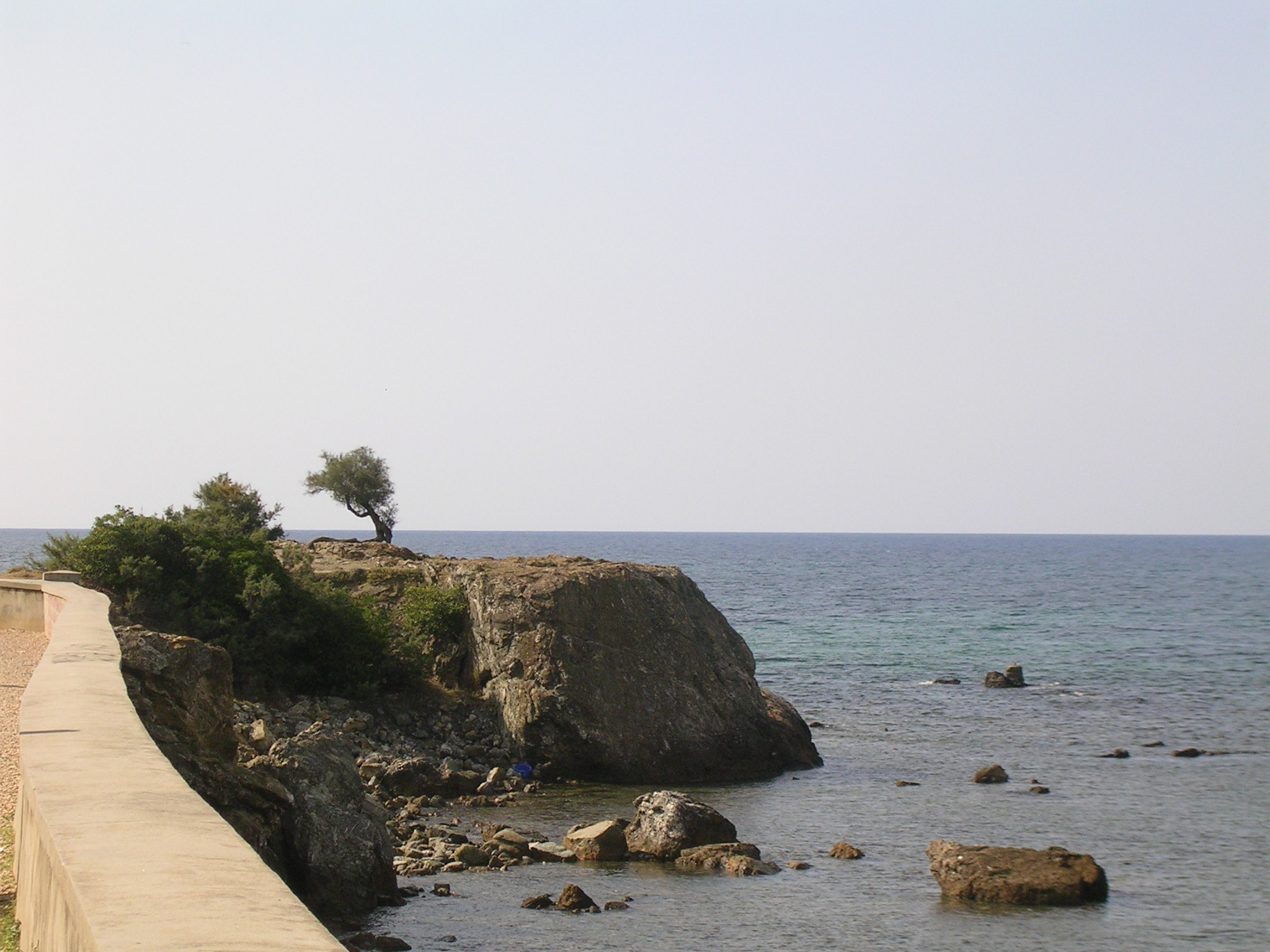
Scorcio caratteristico del lungomare

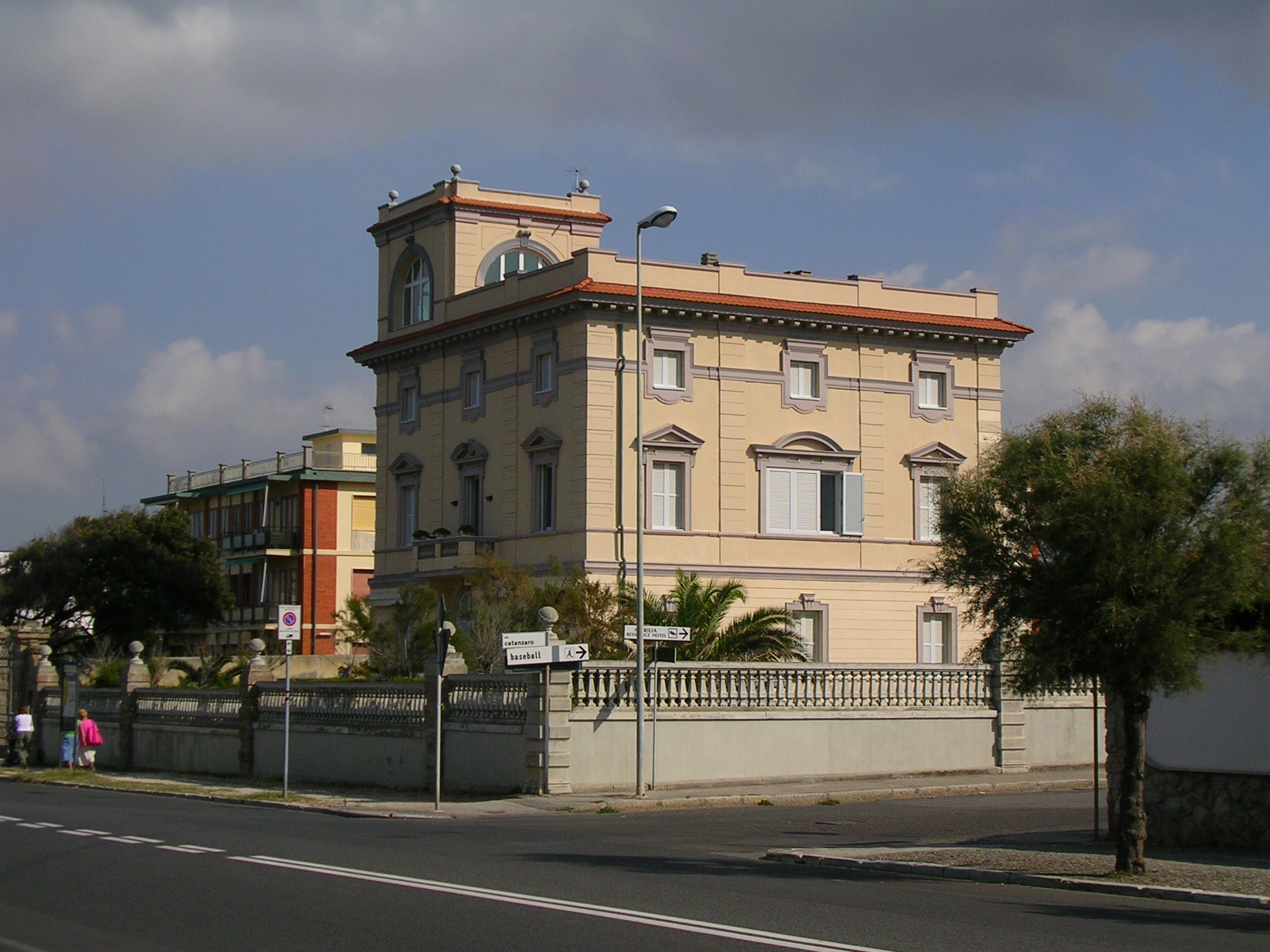
Villa Barsanti-Menicanti

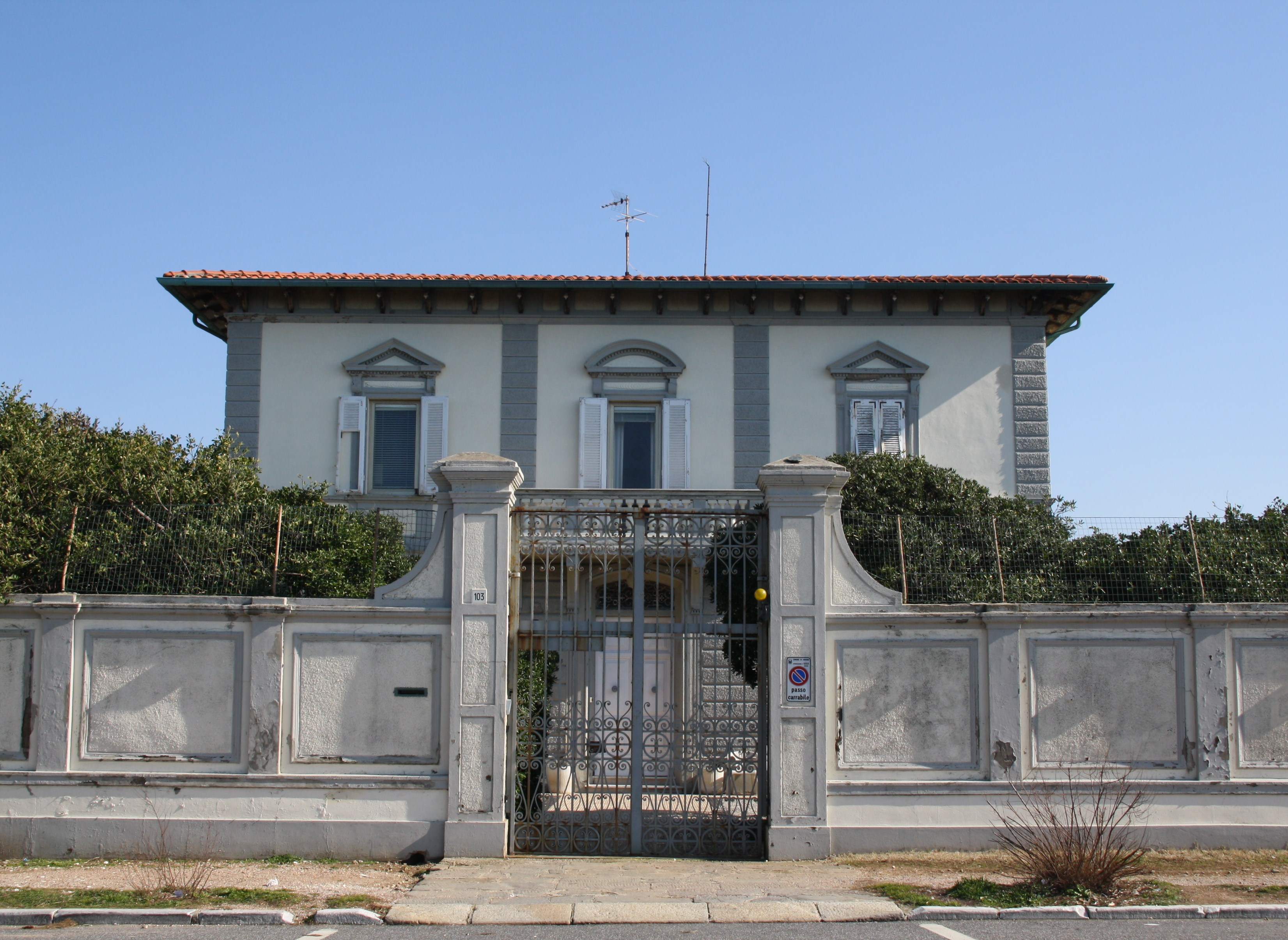
Villa Mascagni

Antignano è un quartiere di Livorno.
Storicamente incluso nei limiti amministrativi della città, mantenne a lungo le caratteristiche di un borgo rurale; con lo sviluppo della passeggiata a mare e delle infrastrutture, a partire dalla fine dell'Ottocento, l'abitato è stato progressivamente inglobato nel perimetro urbano di Livorno, di cui oggi costituisce l'estremità meridionale.
Antignano si trova a sud del quartiere di Ardenza a pochi chilometri dalla frazione di Quercianella, dalla quale è separato da un suggestivo tratto di costa a strapiombo sul Mar Ligure e dove sorgono alcune torri d'avvistamento. A partire dall'anno 2007, per la qualità dei servizi e delle acque di balneazione, il quartiere ha ricevuto la Bandiera Blu.
Nelle vicinanze si trovano cave di pietra che furono usate per la costruzione delle mura cittadine e per lastricare le strade (pietra d'Antignano).

## Storia
Le origini dell'abitato sono remote poiché si ritiene che il nome di Antignano derivi da quello di un Antinius o Antonius (Antenius, secondo Pieri), un gentilizio romano proprietario dell'area sulla quale poi sorgerà il primo villaggio. Secondo altri potrebbe derivare da Ante Ignem, ovvero la località posta prima dei fuochi di segnalazione per le navi dirette a Porto Pisano (Ardenza, da Ardens).
I primi documenti che attestano l'esistenza di questo borgo assieme ad una chiesa risalgono al XII secolo, ma la zona era abitata sin da epoche remote, come mostrano numerosi ritrovamenti archeologici rinvenuti tra lo stesso villaggio e il borgo storico di Ardenza. Nel 1370 si ha notizia della costruzione di una nuova chiesa, consacrata a Santa Lucia e successivamente inglobata all'interno di un fortilizio (XVI secolo) voluto da Cosimo I de' Medici, signore di Livorno. Nel 1737 il forte, munito di 4 cannoni di bronzo e diverse spingarde, fu dismesso e adibito ad altre destinazioni, fino ad ospitare un albergo (Albergo Cremoni) alla fine del XIX secolo.
Infatti Antignano, amministrativamente incluso nel "Capitanato Vecchio" e successivamente nel "Capitanato Nuovo" di Livorno del 1606, conobbe un intenso sviluppo legato prima alla villeggiatura (nel Settecento vi soggiornò e morì lo scrittore Tobias Smollett) al turismo balneare che, a partire dal centro cittadino, aveva portato alla realizzazione di molti stabilimenti lungo il litorale. L'apertura del nuovo viale a mare fino alla Rotonda d'Ardenza e l'entrata in servizio, nel 1899, di una nuova linea tramviaria elettrificata, portarono alla costruzione di numerose ed eleganti ville (tra cui quella del compositore Pietro Mascagni), in cui ancor oggi è possibile osservare chiari riferimenti all'Art Nouveau, all'Eclettismo e persino al Razionalismo, come nel caso della Villa Baiocchi.
Peraltro, già nel 1855, lo sviluppo urbanistico della località rese necessario trasferire il piccolo cimitero, allora prossimo alla chiesa di Santa Lucia, in un'area più periferica, a breve distanza dal Castello del Boccale.
Tra le personalità che scelsero di vivere ad Antignano si ricordano, ad esempio, Raffaello Gambogi e la moglie Elin Kleopatra Danielson.
Un'ulteriore espansione dell'abitato si è avuta solo negli ultimi anni del Novecento, con l'urbanizzazione della zona di Banditella, un tempo luogo di ispirazione per i pittori Macchiaioli.

## Luoghi d'interesse
- Cappella di Santa Teresa
- Castello di Antignano
- Castello del Boccale (nei pressi)
- Chiesa di Santa Lucia
- Villa Baiocchi

La Cappella di Santa Teresa in una vecchia foto

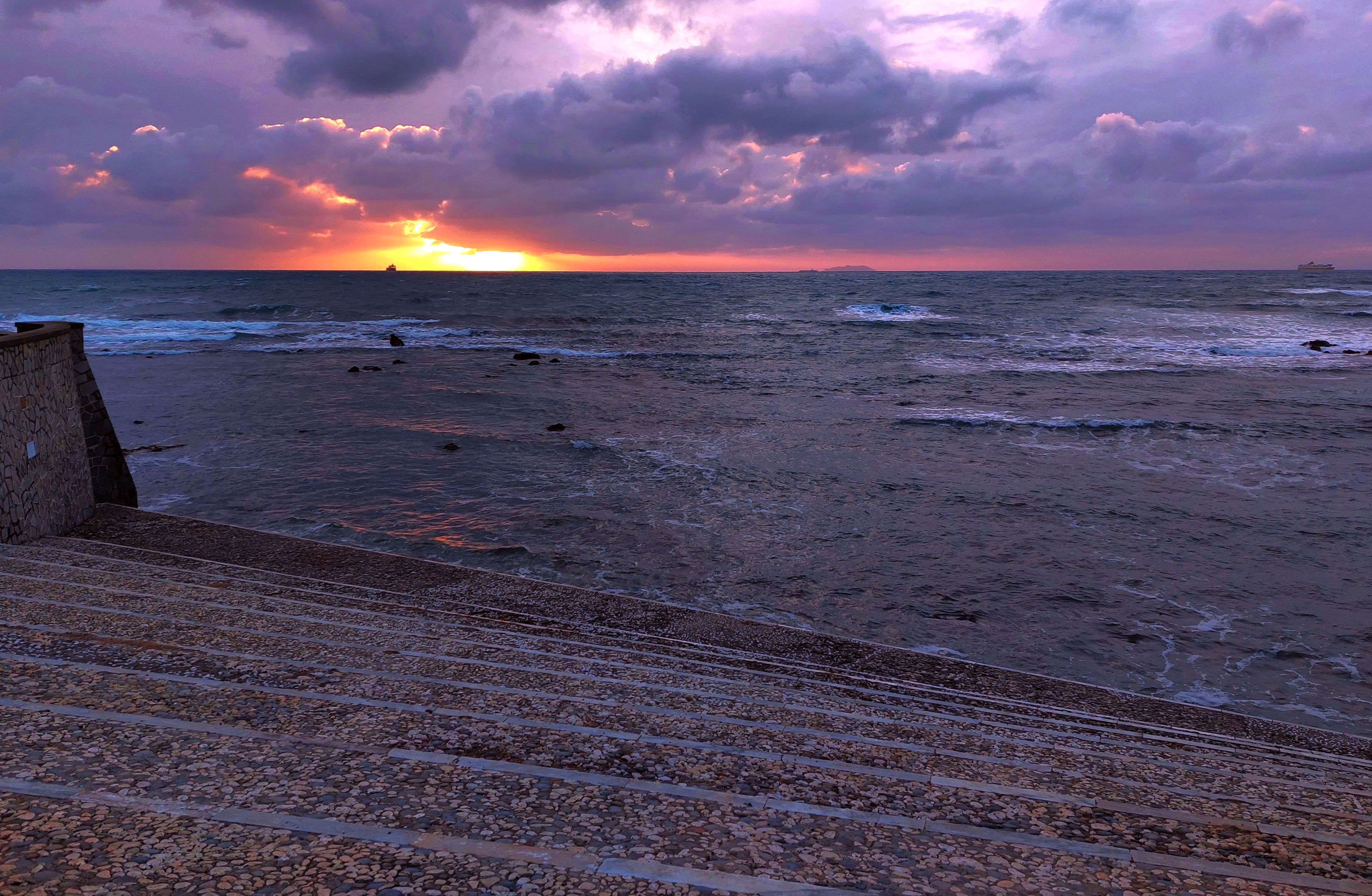
La scalinata sul mare

- Villa Gamba (ove dimorò Tobias Smollett)
- Altre ville di Antignano

## Infrastrutture e trasporti
Oltre ad essere servito regolarmente dalle linee di autobus urbane, Antignano è dotato di una propria stazione ferroviaria, inaugurata a seguito dell'apertura della nuova linea Tirrenica, nel 1910. La stazione, ancora oggi, porta esclusivamente il nome del quartiere e non è preceduta dal nome della città.
Inoltre, davanti all'antico castello mediceo, si apre un piccolo porticciolo per imbarcazioni da diporto di modeste dimensioni.
Fra il 1897, anno in cui fu inaugurata la tranvia elettrica San Marco-Antignano con diramazione per Ardenza Mare, e l'inizio degli anni trenta, Antignano rappresentò uno dei capilinea della rete tranviaria di Livorno la quale nel 1908 si arricchì della linea delle pianacce Antignano-Montenero, realizzata a cura di un'altra società rispetto al gestore della rete ma subito integrata nella stessa.